# Esmeralda laetifica
Esmeralda laetifica är en skalbaggsart som beskrevs av Bates 1869. Esmeralda laetifica ingår i släktet Esmeralda och familjen långhorningar. Inga underarter finns listade i Catalogue of Life.